# Pemi Rovirosa
Josep Maria Rovirosa i Morgades, conegut com a Pemi Rovirosa, (El Vendrell, 1969) és un músic i productor català.
Fundador, compositor i guitarrista de la mítica banda de rock en català Lax'N'Busto, Pemi Rovirosa és actualment un dels guitarristes més importants dins del panorama musical del pop-rock dels Països Catalans. Ha produït grups com Mai Toquem Junts, Whiskyn's, Baeturia, la Caixa Fosca, Flai, etc. i ha col·laborat amb diversos grups, com ara Glaucs o Sopa de Cabra, i en 2021 va publicar el seu primer disc en solitari, vida, amb cançons en castellà i català. Per la seva tasca com a productor, va rebre l'any 2004 el premi Joan Trayter com a millor productor de l'any.